# اوراق بهادار
اوراق بهادار (به فرانسوی: Valeur mobilière) و (به انگلیسی: Security) یک ابزار مالی قابل داد و ستد و مثلی (عوض دار) ای است که دارای ارزش مالی می‌باشد تامین مالی از طریق اوراق بهادار شیوه مناسب تری در روند تکامل تامین مالی میباشد. اوراق بهادار به‌طور کلی، به صورت زیر دسته‌بندی می‌شوند:
- اوراق بدهی مانند سند بدهی بانک، اوراق قرضه و سهام قرضه
- اوراق حقوق صاحبان سهام مانند سهام عادی
- ابزارهای مشتقه مثل، قرارداد آتی، اختیار معامله، پایاپای

## اوراق بهادار چیست؟
اصطلاح «اوراق بهادار» (Securities) یک ابزار مالی دارای ارزش پولی است که قابلیت تبدیل به پول نقد را دارد. اوراق بهادار می‌تواند نمایانگر ایفای مالکیت در یک شرکت سهامی عام (از طریق سهام) یا رابطه طلبکاری با یک نهاد دولتی یا یک شرکت (از طریق اوراق قرضه) یا حقوق مالکیت دیگری باشد.

## انواع اوراق بهادار
اوراق بهادار را می‌توان به‌طور کلی به سه دسته تقسیم کرد: اوراق سهام (Equity Securities)، اوراق بدهی (Debt Securities) و اوراق مشتقه (Derivative Securities). با این حال، اوراق بهادار ترکیبی (Hybrid Securities) نیز وجود دارند که ترکیبی از سهام و اوراق بدهی با یکدیگر هستند.

### اوراق بهادار سهام
اوراق سهام، نشان دهنده منافع مالکیتی سهامداران در یک نهاد (شرکت یا تعاونی) است و به شکل سهام سرمایه تحقق می‌یابد که شامل سهام عادی و ممتاز نیز می‌شود. دارندگان اوراق بهادار عادی معمولاً سود سهام خود را دریافت می‌کنند و هنگام فروش اوراق بهادار می‌توانند از سرمایه سود ببرند (با فرض اینکه ارزش آن سهام افزایش یافته باشد). اوراق بهادار سهام از طریق حق رأی، به دارنده آن این حق را می‌دهد تا در مدیریت شرکتی که سهامدار آن است نقش داشته باشد. در صورت ورشکستگی شرکت، پس از پرداخت کلیه تعهدات به طلبکاران، این سهامداران فقط در باقیمانده سهم شریک هستند.

### اوراق بهادار بدهی
اوراق بدهی بیانگر و گواهی پولی است که صادرکننده آن اوراق وام گرفته‌است و باید بازپرداخت کند، البته با شرایطی که در آن مقدار وام، نرخ بهره و تاریخ سررسید یا تمدید تعیین شده‌است. اوراق بدهی، که شامل اوراق قرضه دولتی و شرکتی، گواهی‌های سپرده و اوراق وثیقه‌دار هستند، به‌طور کلی صادرکننده خود را به پرداخت منظم بهره و بازپرداخت اصل آن (صرف نظر از عملکرد صادرکننده) ملزم می‌کنند، البته همراه با سایر حقوق قراردادی تصریح شده (که شامل حق رأی نیست). این اوراق معمولاً برای مدت معینی صادر می‌شوند و در پایان، صادرکننده می‌تواند آن‌ها را بازخرید کند. اوراق قرضه می‌توانند با تضمین (یا وثیقه) یا بدون تضمین (یا بی‌وثیقه) باشند.

### اوراق بهادار مشتقه
اوراق بهادار مشتقه در حقیقت قراردادهایی مالی هستند که ارزش آن‌ها بر مبنای برخی از کالاها و دارایی‌های پایه مشتق شده‌است و به همین دلیل به آن‌ها مشتقه می‌گویند. این دارایی پایه می‌تواند هر چیز باارزشی مثل کالا، سهام و… باشد. اوراق مشتقه در بورس یا بازارهای خارج از آن انجام می‌شود.
چهار نوع قرارداد مشتقه رایج امروز به شرح زیر است:
- قرارداد سَلَف: نوعی قرارداد است که در زمان معامله، خریدار مبلغ را پرداختی می‌کند، ولی فروشنده آن را در آینده تحویل خواهد داد.
- قرارداد آتی: در قرارداد آتی، فروشنده و خریدار متعهد می‌شوند که یک دارایی پایه را در زمان آینده با قیمت مشخصی داد و ستد کنند. در زمان مورد توافق، خریدار باید هزینه مشخص شده در قرارداد را پرداخت کرده و فروشنده باید کالا را تحویل دهد.
- قرارداد اختیار معامله: این قرارداد دو نوع دارد: اختیار خرید و اختیار فروش. در قرارداد اختیار خرید، به خریدار اختیار (و نه اجبار) داده می‌شود که یک دارایی معین را در قیمت تعیین شده تا زمان مشخصی بخرد. فروشنده این قرارداد نیز اجبار دارد تا قبل از اتمام مهلت، هر زمان که خریدار تمایل به اجرای قرارداد داشته باشد، دارایی معین را در قیمت مشخص معامله کند. برعکس، در قرارداد اختیار فروش، فروشنده ملزم به فروش کالا نیست.
- قراردادهای معاوضه: در قرارداد معاوضه، یک دارایی یا تعهد در مقابل یک دارایی یا تعهد دیگر، به منظور تمدید یا کاهش سررسید معامله می‌شود.

### اوراق بهادار ترکیبی
اوراق بهادار ترکیبی، همان‌گونه که از نامش مشخص است، برخی از مشخصه‌های اوراق بدهی و سهام را با هم دارد. مثال‌هایی از اوراق بهادار ترکیبی عبارتند از: گواهی سهام (از اختیارات اعطایی خود شرکت است که به سهامداران حق خرید سهام در یک بازه زمانی مشخص و با قیمت مشخص را می‌دهد)، اوراق قابل تبدیل (اوراق قرضه قابل تبدیل به سهام عادی شرکت صادر کننده) و سهام ممتاز (سهامی که شرکت پرداخت بهره، سود سهام یا بازده سرمایه را در اولویت نسبت به سایر سهامداران قرار داده‌است).
هرچند سهام ممتاز از لحاظ فنی به عنوان نوعی سهام طبقه‌بندی می‌شود، اما اغلب به عنوان اوراق بدهی نیز در نظر گرفته می‌شود، زیرا «مانند اوراق» سهام ممتاز نرخ سود ثابتی دارد و ابزاری محبوب برای سرمایه‌گذارانی است که در جست‌وجوی درآمد هستند. این سهام در اصل اوراقی با درآمد ثابت است.

## بیشتر
شرکت یا بنگاهی که اوراق بهادار منتشر می‌کند، «منتشرکننده» نامیده می‌شود. ساختار قوانین کشورها واجد شرایط بودن اوراق بهادار را تعیین می‌کنند.
اوراق بهادار، می‌توانند به صورت گواهی صادر شوند، یا به‌طور عام تر بدون گواهی باشند و تنها در مدخلی الکترونیکی ثبت شده باشند. گواهی‌ها می‌توانند در وجه حامل باشند، به این معنا که حامل آن صاحب حقوق ورقه بهادار است، یا با نام باشند، که در این صورت تنها شخصی که اوراق به نام اوست صاحب حقوق است. اوراق بهادار شامل سهام شرکت‌ها یا صندوق‌های سرمایه‌گذاری مشترک، اوراق قرضه منتشره شده توسط شرکت‌ها یا واسطه‌های دولتی، سهام با اختیار معامله یا هرنوع اختیار معامله دیگر، واحدهای شراکت محدود و انواع مختلفی از ابزارهای رسمی سرمایه‌گذاری است که قابل معامله و تعویض باشند.